# Psyllaephagus bicolor
Psyllaephagus bicolor är en stekelart som beskrevs av Prinsloo 1981. Psyllaephagus bicolor ingår i släktet Psyllaephagus och familjen sköldlussteklar. Inga underarter finns listade i Catalogue of Life.